# Плюска

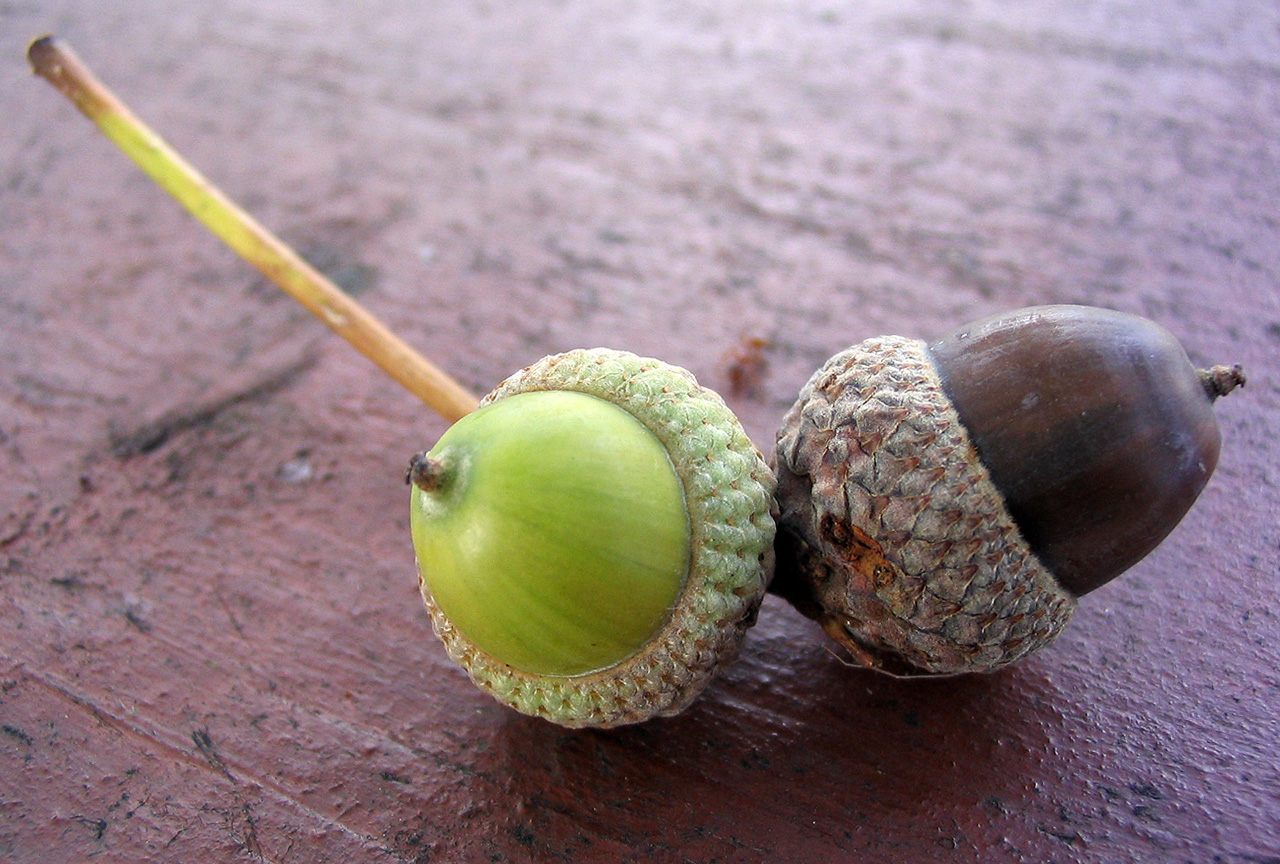
Мисочка тримає жолуді

Плюска, мисочка — чашеподібний наросток, утворений зі зрослих видозмінених приквітків (дуб, ліщина, бук), що обгортає основу плоду. Місцеві назви — гнізде́чко, мухо́рка, кожушо́к, шапу́рка.
Плюска тримає і захищає насіння під час росту і дозрівання. У деяких рослин (наприклад, літокарпус, дуб), плюска лише частково охоплює плід, а в інших (наприклад, каштан, бук) — повністю охоплює два або більше горіхи, і тріскається при настанні терміну дозрівання на чотири частини, щоб звільнити горіхи.